# Weston (Maine)
Weston es un pueblo ubicado en el condado de Aroostook en el estado estadounidense de Maine. En el Censo de 2010 tenía una población de 228 habitantes y una densidad poblacional de 2,17 personas por km².

## Geografía
Weston se encuentra ubicado en las coordenadas 45°43′21″N 67°51′56″O / 45.72250, -67.86556. Según la Oficina del Censo de los Estados Unidos, Weston tiene una superficie total de 105.02 km², de la cual 79.28 km² corresponden a tierra firme y (24.51%) 25.74 km² es agua.

## Demografía
Según el censo de 2010, había 228 personas residiendo en Weston. La densidad de población era de 2,17 hab./km². De los 228 habitantes, Weston estaba compuesto por el 95.18% blancos, el 0.44% eran afroamericanos, el 0.88% eran amerindios, el 0.88% eran asiáticos, el 0% eran isleños del Pacífico, el 0% eran de otras razas y el 2.63% pertenecían a dos o más razas. Del total de la población el 1.75% eran hispanos o latinos de cualquier raza.